# Catuaba sanguinolenta
Catuaba sanguinolenta là một loài bọ cánh cứng trong họ Cerambycidae.